# Republikanische Soldatenwehr

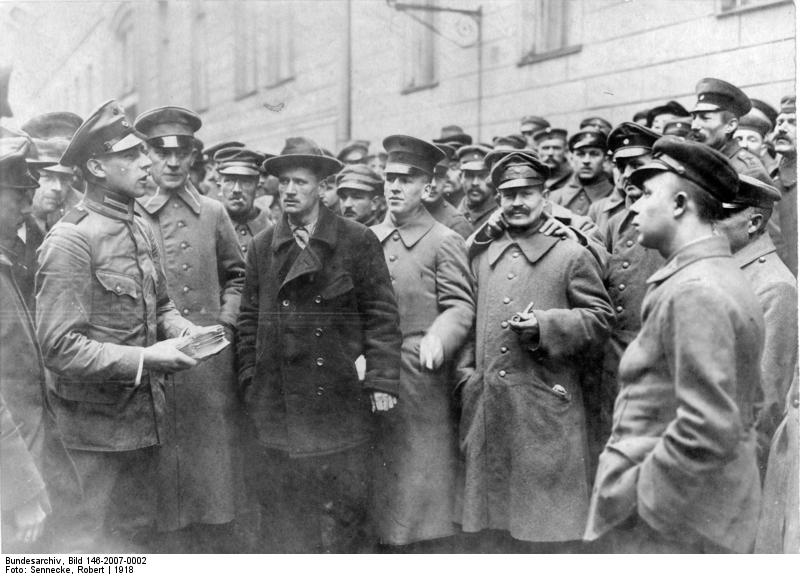
Anwerbung von Soldaten für die Soldatenwehr

Die Republikanische Soldatenwehr war eine im Deutschen Reich zum Schutz des Rates der Volksbeauftragten während der Novemberrevolution gegründete Freiwilligentruppe.

## Geschichte
Durch eine kriegsministerielle Verfügung vom 21. November 1918 wurde die Republikanische Armee mit einer Stärke von 10.000 Mann gegründet. Mit ihr wollte der Stadtkommandant Otto Wels Ruhe und Ordnung in Berlin aufrechterhalten und den Schutz der Volksbeauftragten garantieren. Die Einheit setzte sich vorwiegend aus Anhängern der MSPD und USPD zusammen.
Während der Berliner Märzkämpfe 1919 kämpfte die Soldatenwehr gemeinsam mit der Volksmarinedivision gegen die Freikorps. Nach dessen Niederschlagung werden beide Einheiten aufgelöst.